# إقليم مامو
إقليم مامو هو إقليم غيني يقع في وسط غينيا. يحده بلد سيراليون والأقاليم الغينية فرانه ولابي وكينديا.

## المحافظات
يشمل إقليم مامو على 3 محافظات والتي تقسم لـ 36 محافظة فرعية:
- محافظة دالابا
- محافظة مامو
- محافظة بيتا